# Jedleseer Brücke
Die Jedleseer Brücke ist eine Schrägseilbrücke für Fußgänger und Radfahrer in Wien. Sie führt über die Neue Donau und verbindet den Floridsdorfer Bezirksteile Jedlesee und Schwarze Lackenau mit der Donauinsel.
Sie wurde im Zuge der Wiener Donauregulierung gemeinsam mit der Neuen Donau und der Donauinsel errichtet und 1983 eröffnet.

## Fotos

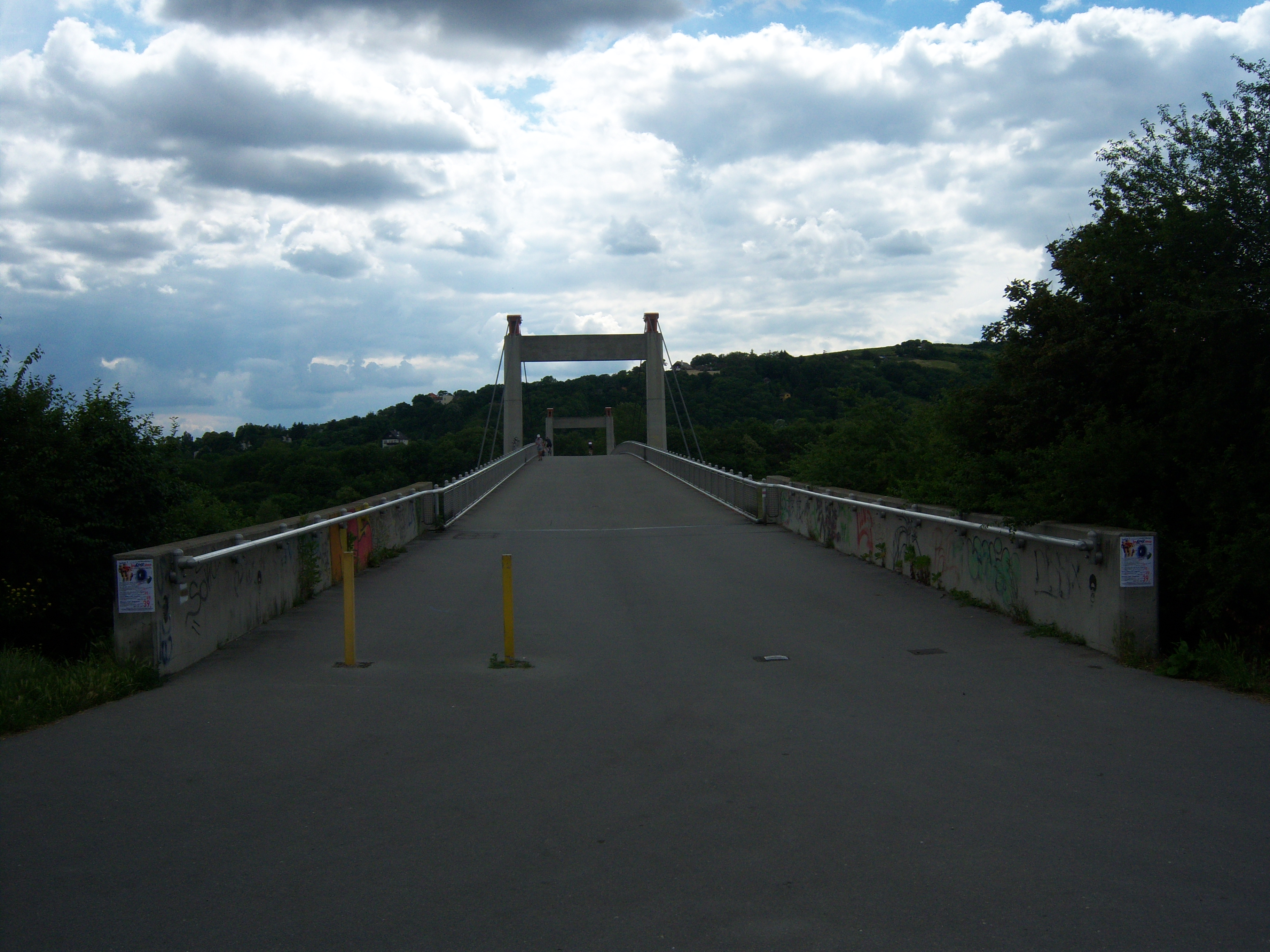
Rampe zur Jedleseer Brücke
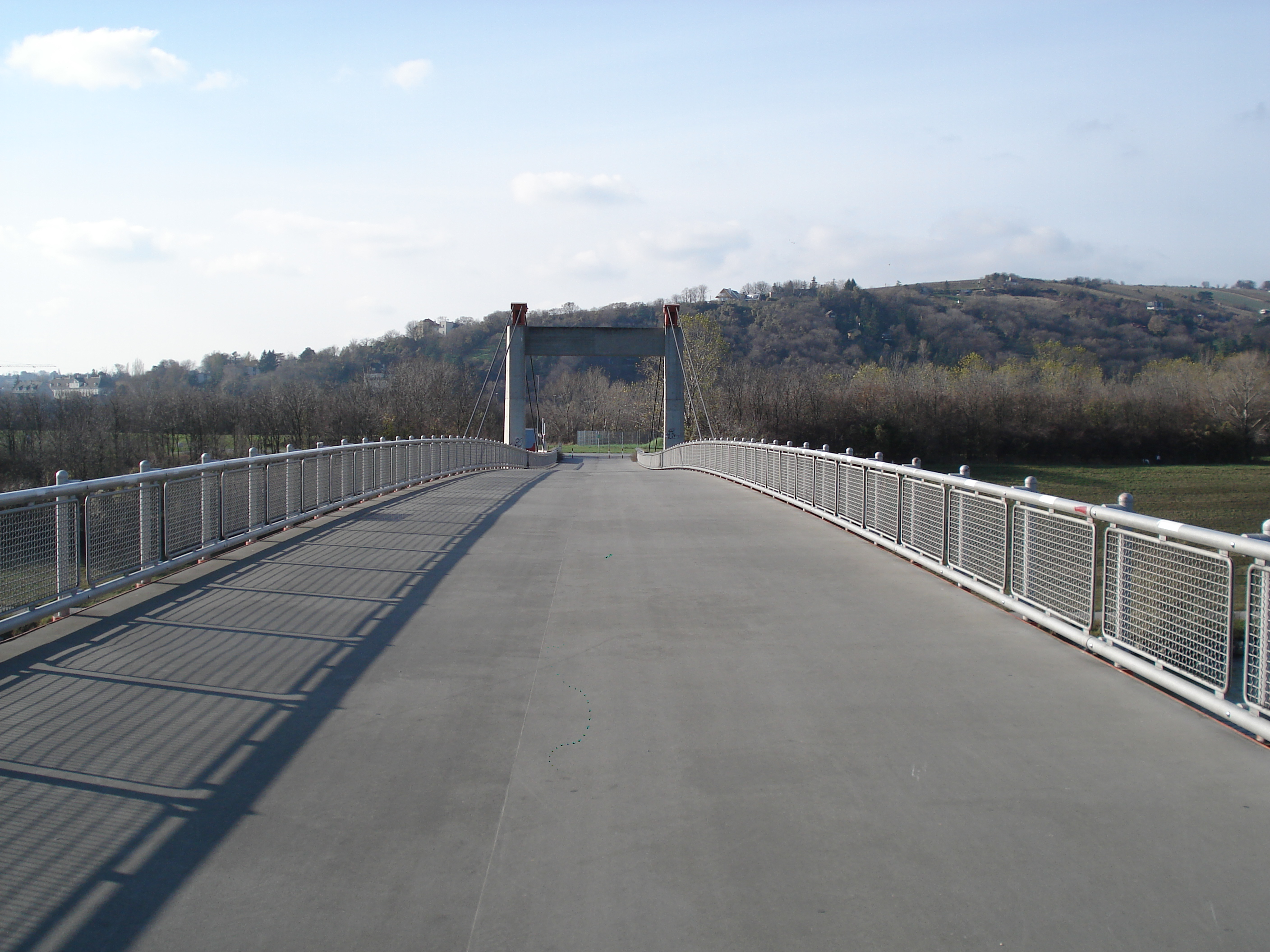
Abgang zur Donauinsel hin
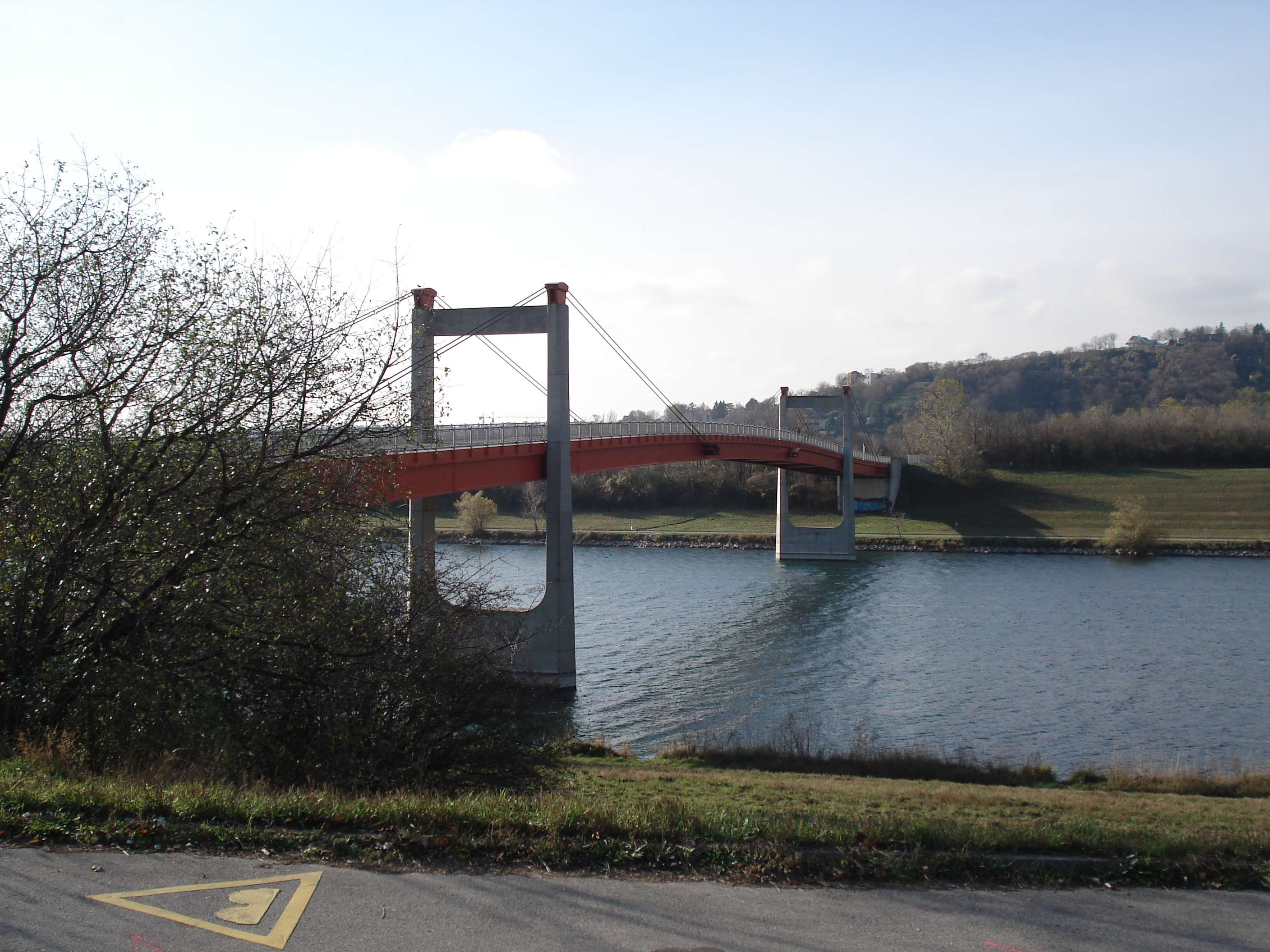
Seitliche Panoramaaufnahme
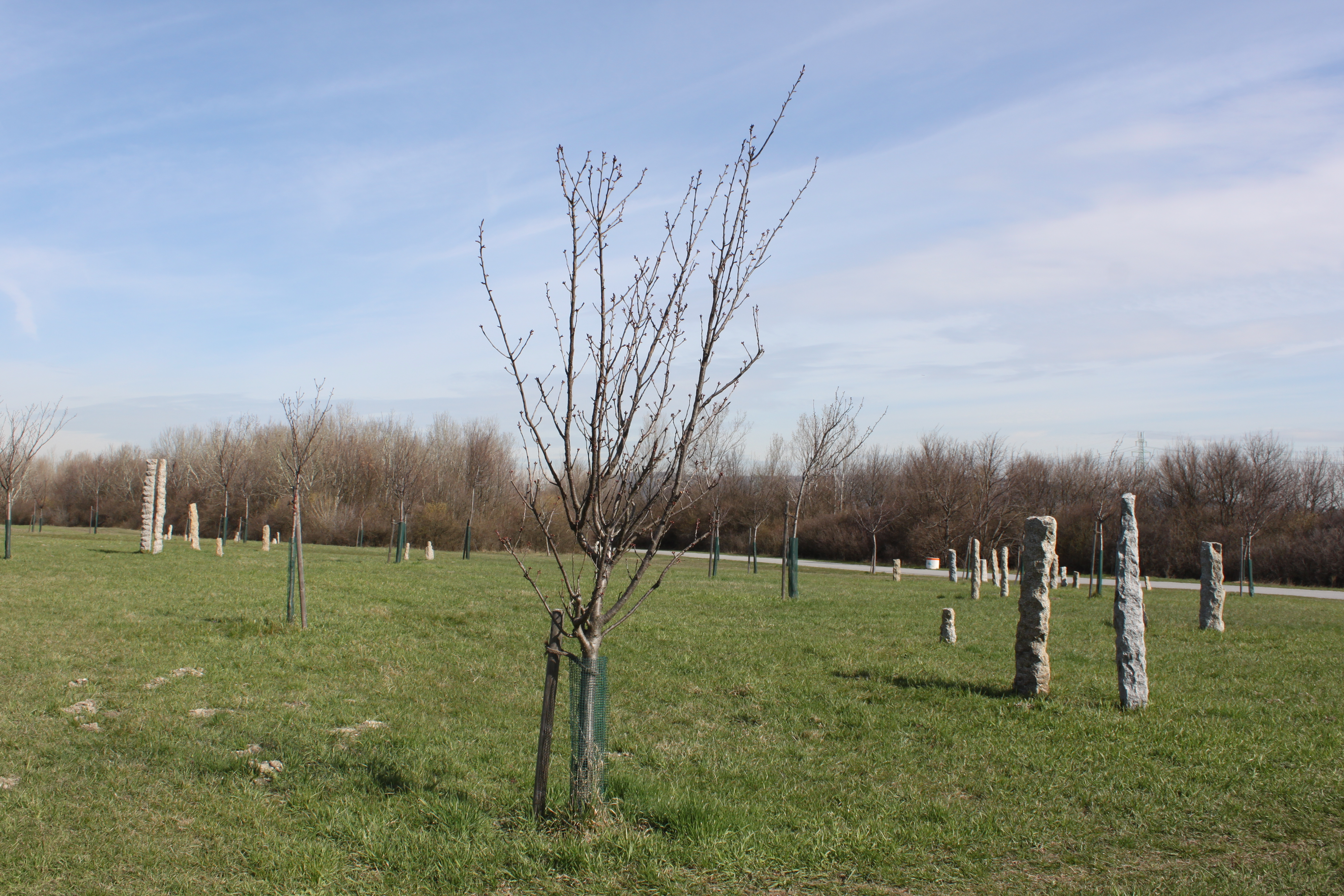
Kirschenhain anbei auf der Donauinsel